# Преследване на щастието
„Преследване на щастието“ (на английски: The Pursuit of Happyness) е американска биографична драма от 2006 г. на режисьора Габриел Мучино. Главната роля се изпълнява от Уил Смит, който играе бездомния продавач Крис Гарднър. Синът на Смит – Джейдън, също участва във филма, който прави дебюта си в киното в ролята си на сина на Гарднър – Кристофър младши. Сценарият е на Стивън Конрад и е базиран на едноименния роман от 2006 г., написан от Гарднър с Куинси Труп. Базиран е на почти едногодишната борба на Гарднър да остане без дом. Филмът се развива в Сан Франциско през 1981 г.